# Madeleine Ozeray
Madeleine Ozeray (Bouillon, 13 september 1908 – Parijs, 28 maart 1989) was een Belgische actrice. Ze verscheen in ruim twintig films, op enkele na allen gedraaid in de jaren dertig. Ze was daarnaast ook actief op de planken.

## Leven en werk

### Afkomst, opleiding en eerste stappen
Toen Ozeray vijftien jaar oud was verliet ze de geborgenheid van haar Ardens geboortestadje Bouillon en trok ze naar Brussel om haar middelbare studies te voltooien. Tegelijkertijd volgde ze er lessen aan het Koninklijk Conservatorium Brussel waar ze een eerste prijs acteerkunst behaalde. Ze maakte haar debuut in het Koninklijk Parktheater. Wat later trad ze toe tot het gezelschap van Raymond Rouleau dat het Théâtre du Marais als thuishaven had. 

### Ontmoeting met Louis Jouvet en toneelcarrière
In Parijs voerde Rouleau's gezelschap in 1931 met veel succes Le mal de la jeunesse op. Aan haar prestatie in dit baanbrekende stuk (Krankheit der Jugend) van de Oostenrijkse auteur Ferdinand Bruckner hield Ozeray een ontmoeting met het bekende toneelbeest Louis Jouvet over. Dit luidde het begin in van een lange intense en bewogen relatie en van een even lange professionele samenwerking in het kader van zijn théâtre de l'Athénée. Ozeray hielp verscheidene toneelstukken van Jean Giraudoux (waaronder het bekende La guerre de Troie n'aura pas lieu) mee creëren onder Jouvets regie. Daarnaast speelde ze onder meer ook in stukken van Molière en Marcel Achard. Werk van Alfred de Musset, Prosper Mérimée, Paul Claudel en Jules Supervielle kwam aan bod tijdens de Zuid-Amerikaanse tournee die Jouvet met zijn gezelschap tijdens de Tweede Wereldoorlog ondernam. 

### Drukke filmjaren dertig
Nogal wat literatuurverfilmingen sprongen in het oog: zowel romans (van Aleksandr Poesjkin, Fjodor Dostojevski, Eugène Sue, François Coppée, Maxence Van der Meersch en Pierre Loti) als toneelstukken (van Georges Feydeau, Ferenc Molnár, Jules Romains).
Een orgelpunt sloot dit decennium in 1939 af: Julien Duviviers ontroerend drama La Fin du jour speelt zich af in een tehuis voor behoeftige oudere acteurs. Ozeray vertolkte er een jong, naïef en aantrekkelijk serveerstertje. Bewoners zijn onder meer de getalenteerde maar miskende Victor Francen, de schalkse en cabotinerende Michel Simon die meestal slechts als doublure werd gebruikt en de eertijds succesvolle Don Juan op zijn retour Louis Jouvet.

### Latere carrière
Ozeray's filmcarrière werd abrupt onderbroken door de Tweede Wereldoorlog en kwam daarna praktisch tot stilstand. Pas in de jaren zeventig verscheen ze nog enkele keren op het grote scherm, onder meer als de moeder van hoofdrolspeler Philippe Noiret in het tijdens de Tweede Wereldoorlog gesitueerde wraakdrama Le Vieux Fusil (1975).
Op de bühne was Ozeray met tussenpozen te zien, voornamelijk in werk van hedendaagse auteurs waarvan de bekendsten Jean Giraudoux, Jean Anouilh, Federico García Lorca en haar landgenote Liliane Wouters waren.

### Privéleven
Ozeray had tussen 1927 en 1943 een relatie met Louis Jouvet met wie zij in drie films en in heel wat toneelstukken te zien was. Ze verliet hem in 1943, ten tijde van hun Zuid-Amerikaanse tournee, omdat ze genoeg had van zijn autoritair gedrag. Ze begon een relatie met de Argentijnse dirigent César de Mendoza.
Ozeray overleed in 1989 op 80-jarige leeftijd aan de gevolgen van de ziekte van Alzheimer.

## Filmografie (ruime selectie)
- 1932 - Une jeune fille et un million (Max Neufeld)
- 1933 - La Dame de chez Maxim's (Alexander Korda)
- 1933 - Dans les rues (Victor Trivas)
- 1933 - La Guerre des valses (Raoul Ploquin et Ludwig Berger)
- 1933 - Knock (Louis Jouvet en Roger Goupillières)
- 1934 - Casanova (René Barberis)
- 1934 - Liliom (Fritz Lang)
- 1934 - La Maison dans la dune (Pierre Billon)
- 1935 - Crime et Châtiment (Pierre Chenal)
- 1935 - Les Mystères de Paris (Félix Gandéra)
- 1935 - Sous la griffe (Christian-Jaque)
- 1937 - Le Coupable (Raymond Bernard)
- 1937 - La Dame de pique (Fedor Ozep)
- 1938 - Ramuntcho (René Barberis)
- 1939 - La Fin du jour (Julien Duvivier)
- 1945 - Le Père Chopin (Fedor Ozep)
- 1973 - Les Anges (Jean Desvilles)
- 1974 - La Race des seigneurs (Pierre Granier-Deferre)
- 1975 - Le Vieux Fusil (Robert Enrico)
- 1980 - Chère inconnue (Moshé Mizrahi)

## Onderscheiding
Orde van Kunsten en Letteren

## Publicaties van Madeleine Ozeray
- Madeleine Ozeray en René Lacôte: Le Rêve et la Vie de Gérard de Nerval, Pierre Seghers éditeur, 1958
- Madeleine Ozeray: À toujours, M. Jouvet, voorwoord door Marcel Aymé, Buchet-Chastel, 1966 ; réédition 1987 (memoires)

## Publicaties over Madeleine Ozeray
- Yvan Foucart: Dictionnaire des comédiens français disparus, Mormoiron, Éditions Cinéma, 2008
- Dominique Zachary: Madeleine Ozeray, ondine de la Semois, Bruxelles, Éditions Racine, 2008

- Biblioteca Nacional de España: XX5074223
- Bibliothèque nationale de France: cb13898156n (data)
- Gemeinsame Normdatei: 133229858
- International Standard Name Identifier: 0000 0001 1930 3923
- Library of Congress Control Number: no2004060096
- Nationale Bibliotheek van Israël: 987007461581705171
- Nederlandse Thesaurus van Auteursnamen: 185532381
- SNAC: w6bq6g3k
- Système universitaire de documentation: 032509758
- Virtual International Authority File: 51876262
- WorldCat: E39PBJpjhkwdtVypW9y67Gx4bd